# Parka

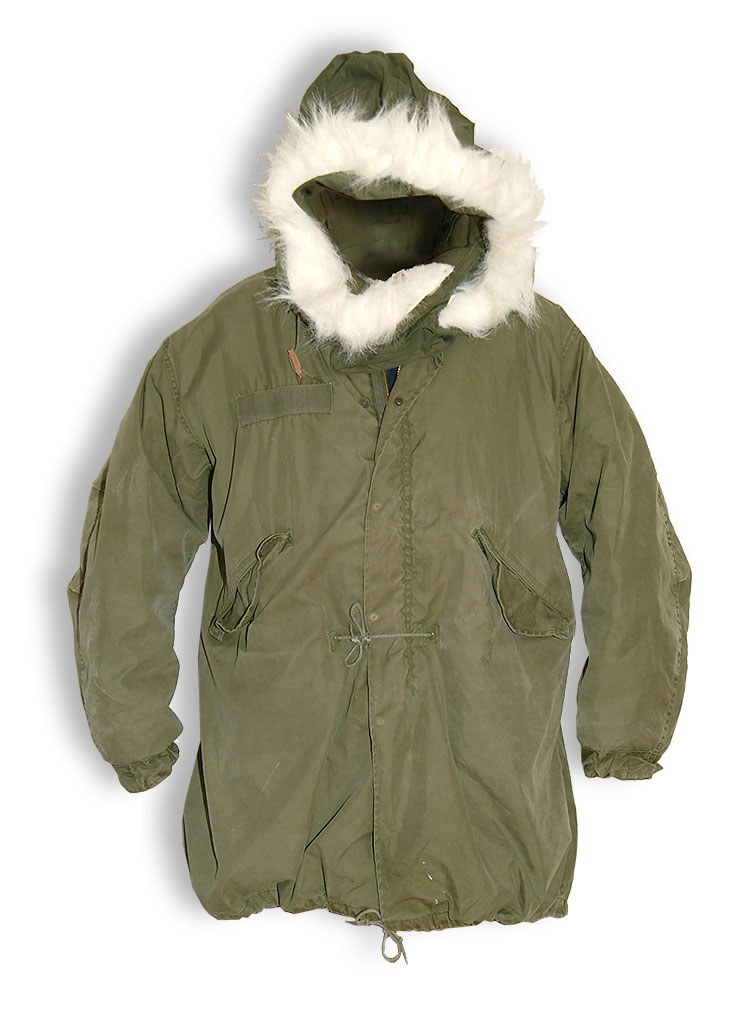
US-Army-Parka M-65 mit abnehmbarer Kapuze

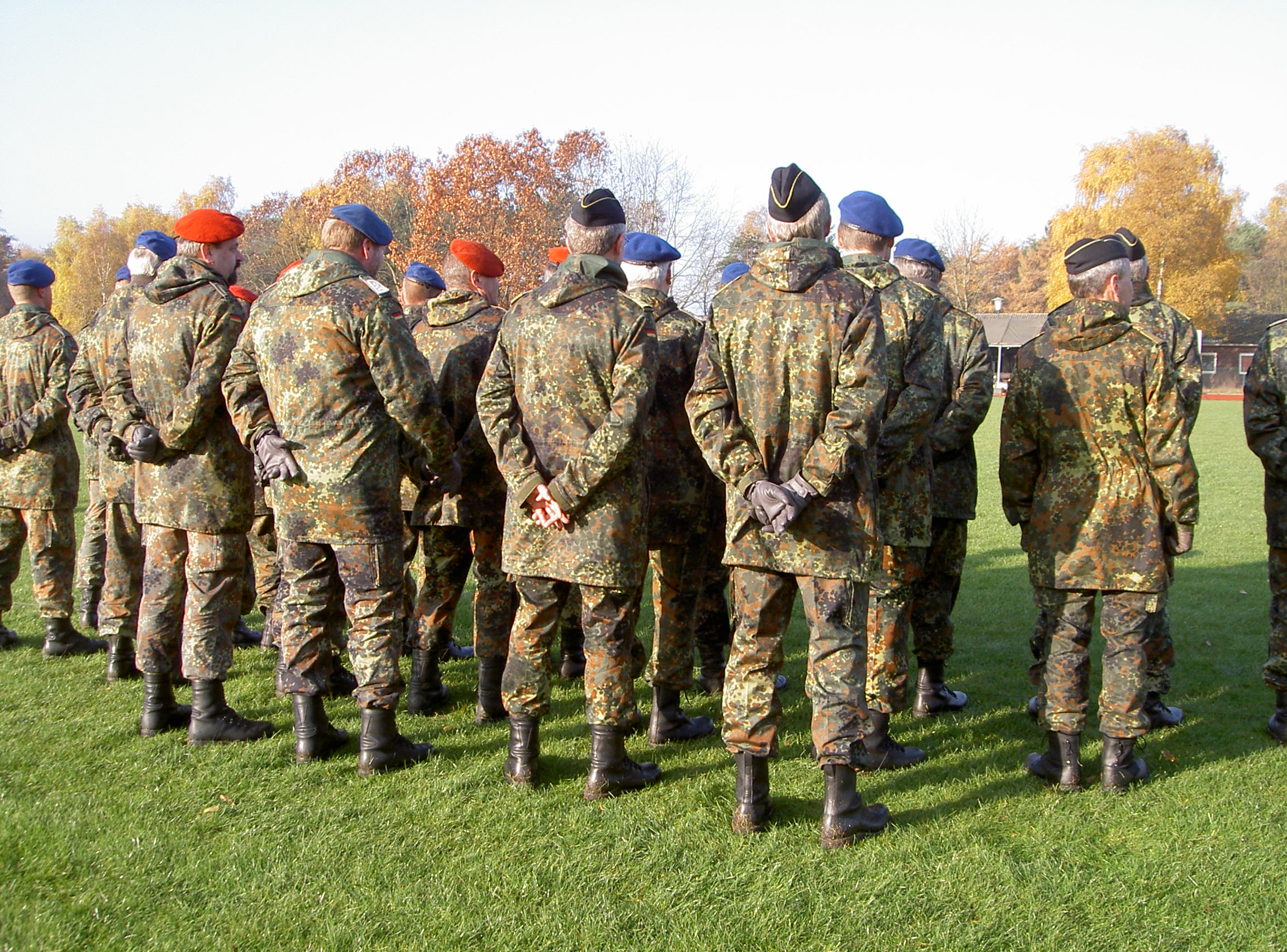
Soldaten der deutschen Bundeswehr in Flecktarn-Parkas

Der (oder auch die) Parka ist ein langer, oft gefütterter Anorak oder auch Popelinemantel mit Kapuze, bei manchen Modellen auch separat zum Anknöpfen.
Das Wort parka stammt aus der Sprache der Inuit, dem Inuktitut; dort bedeutet parqaaq „Hitze“ (der Sonne, des Ofens usw.). Es wurde 1836 von Adelbert von Chamisso in die deutsche Sprache eingeführt und bedeutete in Alaska so viel wie Kleidungsstück aus Vogel- oder Seehundhaut.
Eine alternative Etymologie verweist auf das Samojedisch der Nenzen, eines indigenen Volks im Norden Russlands. Demnach tauchte Parka als russisches Lehnwort erstmals 1780 im englischen Sprachraum auf.
Ursprünglich wurde er in Alaska und Sibirien getragen, später hauptsächlich zu militärischen Zwecken. Als Winterkleidungsstück fand er in den 1940er Jahren Eingang in die US-Armee und später dann in die Bundeswehr. Kennzeichnend sind vor allem die zwei geräumigen Taschen im Beckenbereich und das herausnehmbare, sehr wärmende Innenfutter, auch Liner genannt. Häufig gibt es zum militärspezifizierten Parka eine (abnehmbare) Kapuze mit Fellrand. Im Zuge des Military-Look (einer Modeerscheinung) und auch wegen seiner Zweckmäßigkeit wurde der Parka seit den späten 1960er Jahren als sportliche, dunkelgrüne oder dunkelblaue Allzweckjacke bzw. Kurzmantel auch für die Zivilbevölkerung übernommen. Zum identitätsstiftenden Merkmal wurde in der Bundesrepublik die Deutschlandfahne am Ärmel der beliebten Bundeswehrparkas in NATO-Oliv. In Großbritannien wurde der Parka zur typischen Kleidung der „Mods“, wie sie im The-Who-Klassiker „Quadrophenia“ dargestellt sind.
In den 1970 bis 1980er Jahren war ein grüner, manchmal blauer Parka (meist ein Shell-Parka), der im Original aus den USA stammte, ein beliebtes Kleidungsstück zunächst vieler männlicher, später auch weiblicher Studenten in der DDR. Als Anhänger der Blueser- oder Kundenszene sollte das Kleidungsstück Freiheit, Authentizität und Nonkonformismus symbolisieren und war Teil der Jugendkultur. Ein Blueser war eine Synthese aus Blues- bzw. Rockfan und Blumenkind.

## Siehe auch

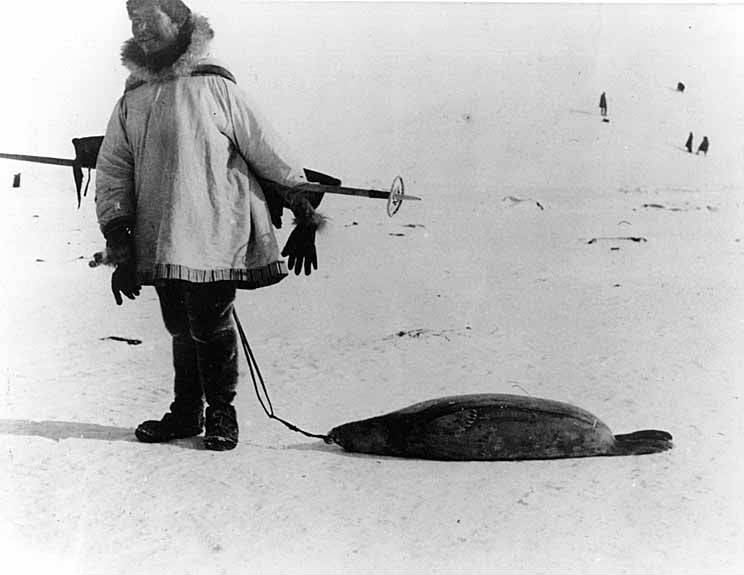
Inuit im ursprünglichen Seehundparka (Anfang 20. Jahrhundert)